# Brus Stary (gromada)
Brus Stary (w latach 1970. Stary Brus) – dawna gromada, czyli najmniejsza jednostka podziału terytorialnego Polskiej Rzeczypospolitej Ludowej w latach 1954–1972.
Gromady, z gromadzkimi radami narodowymi (GRN) jako organami władzy najniższego stopnia na wsi, funkcjonowały od reformy reorganizującej administrację wiejską przeprowadzonej jesienią 1954 do momentu ich zniesienia z dniem 1 stycznia 1973, tym samym wypierając organizację gminną w latach 1954–1972.
Gromadę Brus Stary z siedzibą GRN w Brusie Starym (w obecnym brzmieniu Stary Brus) utworzono – jako jedną z 8759 gromad na obszarze Polski – w powiecie włodawskim w woj. lubelskim na mocy uchwały nr 17 WRN w Lublinie z dnia 5 października 1954. W skład jednostki weszły obszary dotychczasowych gromad Brus Nowy, Brus Stary, Kamień i Skorodnica ze zniesionej gminy Wołoskowola oraz obszar dotychczasowej gromady Kołacze ze zniesionej gminy Hańsk w tymże powiecie. Dla gromady ustalono 13 członków gromadzkiej rady narodowej.
1 stycznia 1969 do gromady Stary Brus włączono wsie Marianka, Nowiny i Wołoskowola oraz wieś Zamołodycze ze zniesionej gromady Wołoskowola w tymże powiecie.
1 stycznia 1962 do gromady Brus Stary włączono wieś Dominiczyn, wieś i kolonię Lubowierz oraz kolonie Helenin i Szelebudy ze zniesionej gromady Wytyczno w tymże powiecie.
Pod koniec lat 1960. i w latach 1970. obowiązywała nazwa gromada Stary Brus.
Gromada przetrwała do końca 1972 roku, czyli do kolejnej reformy gminnej. 1 stycznia 1973 w powiecie włodawskim utworzono gminę Stary Brus.